# Лукойл-Авиа
Лукойл-авиа — российская авиакомпания, дочернее предприятие «Лукойл», занимается перевозкой пассажиров, грузов, почты.

## Описание
Авиакомпания была основана в 1994 году и в настоящий момент базируется в аэропорту Шереметьево. Компания осуществляет как внутренние, так и международные рейсы, кроме того, ООО «Лукойл-авиа» обслуживает рейсы своей материнской компании, занимается чартерными перевозками. В 2012 году авиакомпания стала членом Ассоциации эксплуатантов воздушного транспорта.

## Флот
По состоянию на февраль 2022 года размер флота ООО «Лукойл-авиа» составляет 2 самолёта и 6 вертолетов:
| Тип самолёта            | Эксплуатируется | Заказано | Примечания |
| ----------------------- | --------------- | -------- | ---------- |
| Beechcraft King Air 350 | 2               | —        |            |
| Ми-8МТВ-1               | 6               | —        |            |
| Всего                   | 8               | 0        |            |

## Происшествия
6 августа 2013 года вертолёт авиакомпании Ми-8, перевозивший работников трёх организаций «Лукойла» в ходе приземления на Тобойском месторождении совершил жёсткую посадку. Серьёзных травм никто не получил.